# Krajenka (stacja kolejowa)
Krajenka – stacja kolejowa w Krajence, w województwie wielkopolskim, w Polsce, leżąca na linii kolejowej nr 203 Tczew-Küstrin Kietz.

## Ruch pasażerski

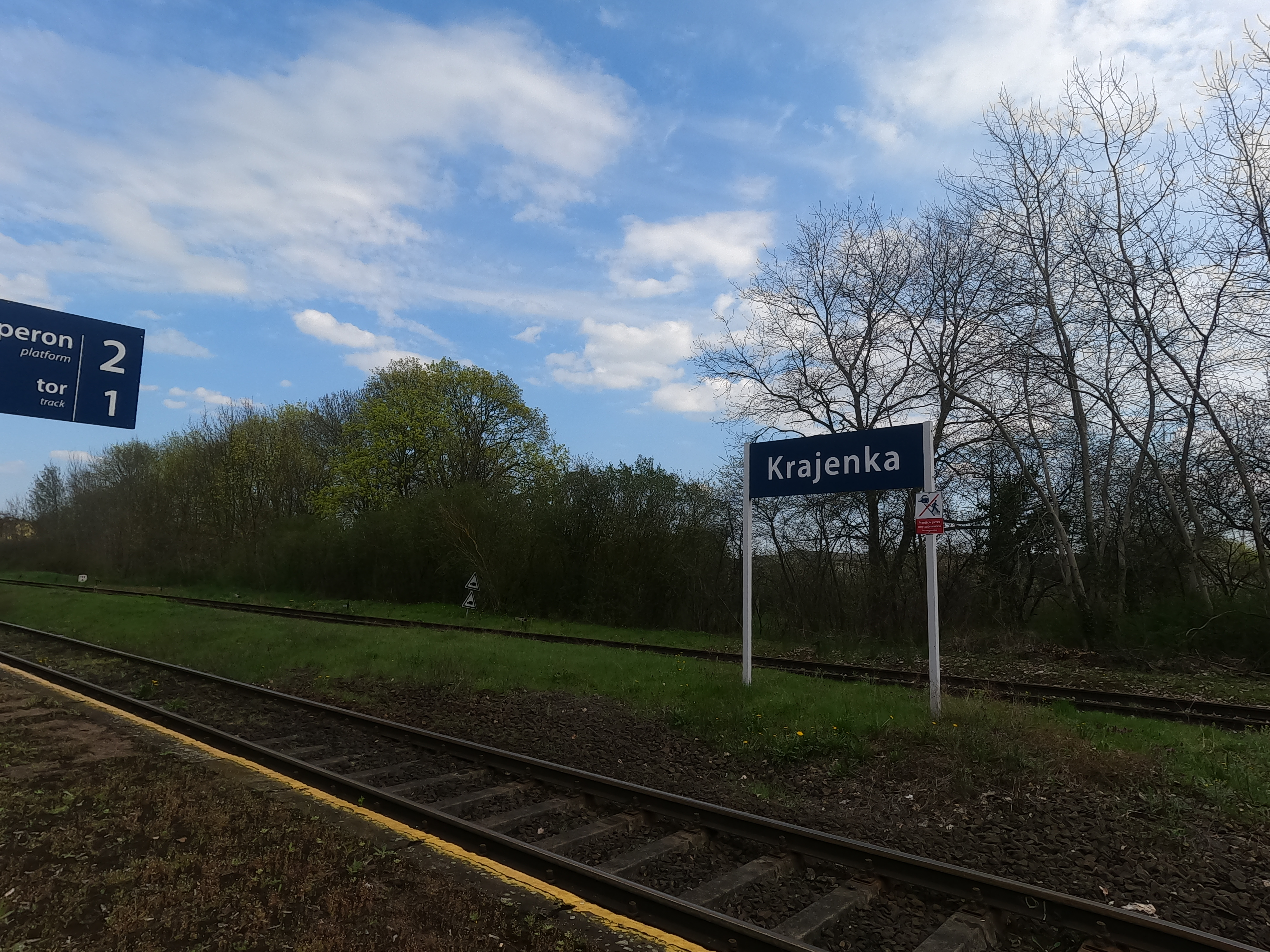
Widok na perony Krajeńskiej stacji

| Rok  | Wymiana pasażerska na dobę |
| ---- | -------------------------- |
| 2017 | 50-99                      |
| 2022 | 50-99                      |

## Informacje ogólne
Stacja w miejscowości Krajenka z trzema torami w części osobowej. Kasy biletowe czynne, dwie nastawnie dysponujące, w pobliżu stacji dwa przejazdy kategorii "A". Na stacji kolejowej zlokalizowany jest magazyn kolejowy, oraz ładownia i rampa załadunkowa, a także plac wyładunkowy wraz z torami postojowymi.